# Luis Orta (lottatore)
Luis Alberto Orta Sánchez (22 agosto 1994) è un lottatore cubano, specializzato nella lotta greco-romana, campione olimpico a Tokyo 2020 nel torneo dei -60 kg e vincitore del bronzo a Parigi 2024 in quello dei -67 kg.

## Biografia

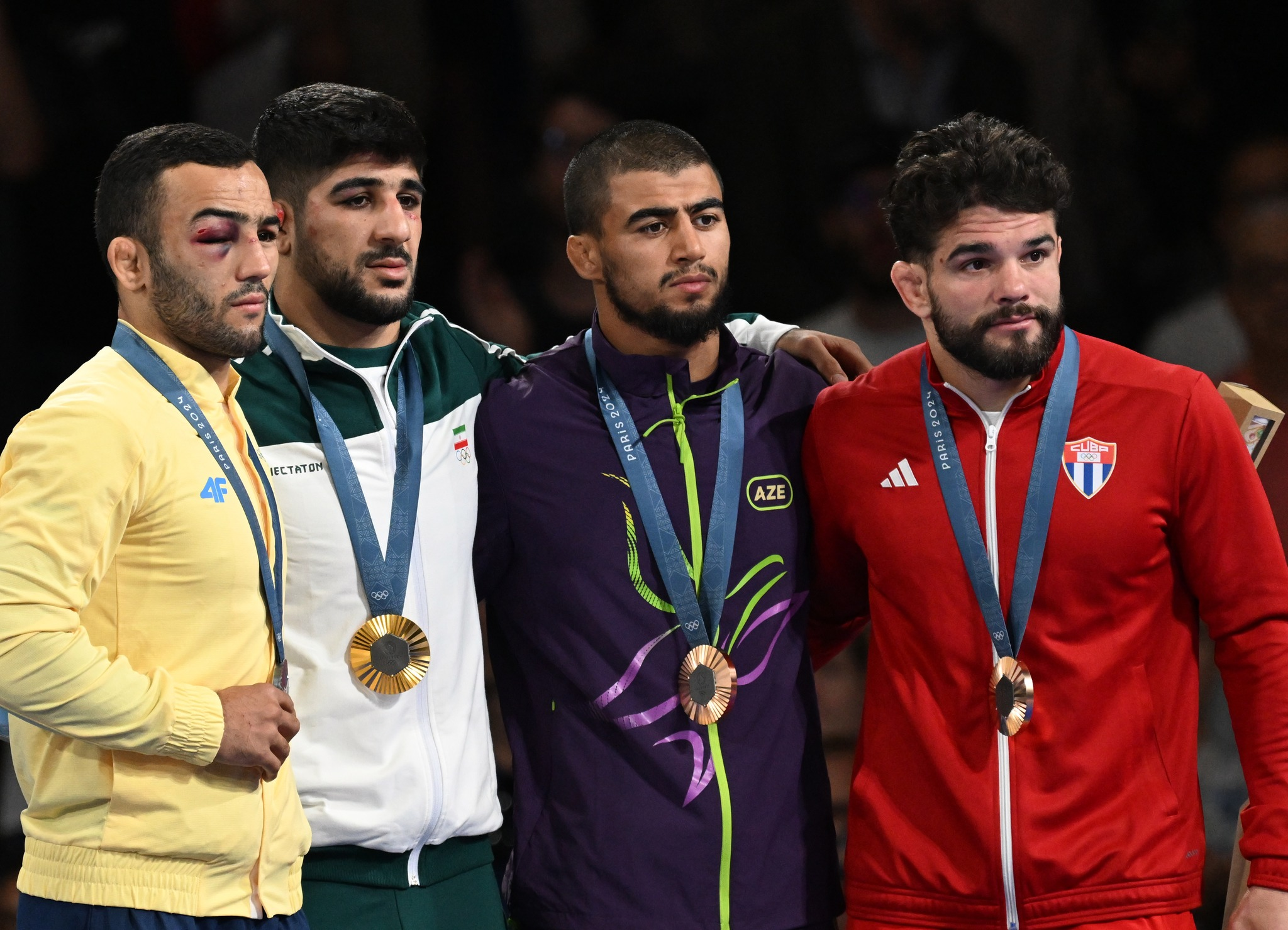
(Da sinistra) Parviz Nasibov, Hasrat Jafarov, Saeid Esmaeili e Luis Orta medagliati a

Ai Giochi panamericani di Lima 2019 ha vinto il bronzo nei -60 kg.
Ha rappresentato Cuba ai Giochi olimpici estivi di Tokyo 2020, vincendo la medaglia d'oro nel torneo dei -60 kg, dove ha sconfitto nell'ordine lo statunitense Ildar Hafizov agli ottavi, il rappresentante di ROC Sergej Emelin ai quarti, il moldavo Victor Ciobanu in semifinale e il giapponese Ken'ichirō Fumita in finale.
Si è laureato campione iridato ai mondiali di Belgrado 2023 nella categoria -67 kg, sconfiggendo l'azero Hasrat Jafarov in finale.
Ha fatto la sua seconda apparizione olimpica a Parigi 2024, dove ha vinto la medaglia di bronzo nel torneo dei -67 kg.

## Palmarès
- Giochi olimpici

Tokyo 2020: oro nei -60 kg.
Parigi 2024: bronzo nei -67 kg.
- Mondiali

Belgrado 2023: oro nei -67 kg.
- Giochi panamericani

Lima 2019: bronzo nei -60 kg.
Santiago del Cile 2023: oro nei -67 kg.
- Campionati panamericani

Lima 2018: oro nei -60 kg.
Buenos Aires 2019: oro nei -60 kg.
Buenos Aires 2023: oro nei -67 kg.
- Giochi centramericani e caraibici

Barranquilla 2018: oro nei -60 kg.
San Salvador 2023: oro nei -67 kg.
- Campionati centramericani e caraibici

L'Avana 2018: oro nei -60 kg.